# Dwoina
Dwoina lub szpalta – pośledni gatunek skóry.
Skóra świńska oraz bydlęca jest zbyt gruba do wielu zastosowań, dlatego w toku produkcji rozcina się ją (dwoi) na dwie warstwy: wierzchnią (skórę licową) o pożądanej grubości oraz pozostałość, czyli dwoinę. Dwoina charakteryzuje się nie tylko innym wyglądem od skóry licowej, ale i mniejszą odpornością mechaniczną. Jako surowiec odpadowy, jest znacznie tańszy od skóry licowej. Z tego powodu stosuje się go jako uzupełnienie w miejscach mniej widocznych (np. tył mebla w tapicerstwie) oraz do tańszych odpowiedników wyrobów ze skóry, m.in. odzieży roboczej. Dwoinę można również poddawać dalszej obróbce uszlachetniającej, mającej za zadanie zbliżyć jej wygląd do droższej skóry licowej - od barwienia w tym samym kolorze, przez wytłaczanie wzorów naśladujących lico skóry, aż do naklejania sztucznego lica z tworzywa (laminowanie poliuretanem), tzw. by-cast.